# Suit & Tie
"Suit & Tie" là một bài hát được thu âm bởi nam ca sĩ người Mỹ Justin Timberlake nằm trong album phòng thu thứ ba của anh, The 20/20 Experience (2013). Bài hát được sáng tác bởi Timberlake, Timothy "Timbaland" Mosley, Shawn "Jay Z" Carter, Jerome Harmon, James Fauntleroy, Terrence Stubbs, Johnny Wilson và Charles Still và được sản xuất bởi Timbaland, Timberlake và Harmon. Bài hát được coi là một sự trở lại đáng mong đợi của Timberlake trong lĩnh vực âm nhạc sau sáu năm vắng bóng, mà trong sáu năm đó anh theo đuổi sự nghiệp diễn xuất, đồng thời phát triển các kĩ năng của mình trong việc sản xuất và sáng tác bài hát cho các nghệ sĩ khác.

## Bối cảnh
—Timberlake giải thích về thời gian anh vắng bóng
Vào tháng 9 năm 2006, Timberlake phát hành album phòng thu thứ hai của anh, FutureSex/LoveSounds. Với nhiều phản ứng tích cực từ các nhà phê bình cũng như thị trường thương mại, album đã ra đời tổng cộng sáu đĩa đơn, bao gồm cả các bài hát đã gây dược nhiều tiếng vang trên toàn thế giới "SexyBack", "My Love" và "What Goes Around... Comes Around". Sau khi kết thúc chuyến lưu diễn vòng quanh thế giới để quảng bá cho album vào năm 2007, Timberlake đã tạm ngừng sự nghiệp âm nhạc của mình để tập trung vào công việc diễn xuất. Ngoài ra, Timberlake cũng làm việc với hãng thu âm của anh, Tennman Records (thành lập năm 2007) và đội sản xuất The Y's (thành lập năm 2008). Anh cũng tham gia góp giọng trong đĩa đơn của một số nghệ sĩ khác như "4 Minutes" của Madonna và "Carry Out" của Timbaland. Tháng 6, 2011, Timberlake và tập đoàn truyền thông Specific Media Group đã cũng nhau mua lại Myspace với giá khoảng 35 triệu đôla. Timberlake hứa sẽ làm cho Myspace, một mạng xã hội tiên phong đang "rơi vào thời kỳ khó khăn", trở nên thịnh hành một lần nữa.
Tháng 8, 2012, nhà sản xuất Jim Beanz đã thông báo rằng Timberlake đã bắt đầu làm việc với dự án âm nhạc mới. Tuy nhiên, ngay sau khi thông báo, nhà báo của Timberlake lại tiết lộ rằng hiện tại Timberlake không có kế hoạch nào cho một album mới, thay vào đó họ nói rằng Timberlake đang làm việc với Timbaland cho dự án sắp tới của Timbaland, Shock Value III.

## Phát hành
Đầu tháng 1 năm 2013, qua tài khoản Twitter của mình, Timberlake đã đăng một dòng tweet, "Tôi nghĩ rằng TÔI ĐÃ SẴN SÀNG", sau đó đăng một liên kết đến một video trên YouTube mà trong video đó anh giải thích về việc tạm ngừng phát hành các bài hát mới. Trong video dài một phút ấy, máy quay theo chân Timberlake bước vào một phòng thu, khi đó anh giải thích rằng tại sao các album của anh lại có thời gian phát hành cách nhau lâu đến vậy. Cũng trong video, anh tiết lộ rằng anh thực sự không có hứng thú trong việc phát hành những thứ mà anh không thích. Video kết thúc với cảnh Timberlake bước vào một phòng thu, đeo tai nghe và nói, "Tôi đã sẵn sàng". Sau đó, trên trang web chính thức của anh, một bảng đếm ngược đến ngày thứ Hai ngày 14 tháng 1 vào lúc 12 giờ sáng theo giờ Bắc Mỹ xuất hiện, tạo nên một suy đoán về một đĩa đơn và album mới được phát hành, kết thúc khoảng thời gian Timberlake vắng bóng trong âm nhạc. Mốc thời gian này lại trùng mới một tweet của đài phát thanh Power 105.1 đăng, "Justin, Jay Z Timbaland. Thu âm mới vào thứ Hai".
Sau vài tháng chạy phiên bản thử nghiệm, Myspace đã được tái ra mắt vào ngày 15 tháng 1. Trang chủ của trang web này nổi bật với hình ảnh Timberlake trong bộ áo vest với cà vạt. Ngoài ra, một cơ hội để xem và tải "Suit & Tie" dành cho những ai tham gia hoặc đăng nhập vào Myspace đã được đưa ra. Tạp chí Wired đã viết rằng với cách làm này, trang web, được hoàn toàn tân trang để tập trung vào việc "hỗ trợ các nghệ sĩ trong việc chia sẻ âm nhạc của họ với những người hâm mộ", đã gửi một "thông điệp rõ ràng" về những gì có ích trên trang mạng xã hội này: "đăng nhạc miễn phí, và cố gắng để dụ khách hàng mua sản phẩm".

## Cảm hứng sáng tác
"Suit & Tie" được sáng tác bởi Timberlake, Timbaland, Shawn "Jay-Z" Carter, Jerome "J-Roc" Harmon và James Fauntleroy. Theo như Timberlake: "Cảm hứng cho việc này đến hoàn toàn bất ngờ, và nói thật là tôi không hề mong đợi gì cả. Tôi đến phòng thu và bắt đầu nghịch ngợm với những âm thanh và bài hát. Đây là thời điểm đẹp nhất trong sự nghiệp của tôi... Sáng tạo mà không cần quy tắc và không mục tiêu cuối cùng nào, cứ thế thoải mái tận hưởng quá trình sáng tạo".

## Bảng xếp hạng và chứng nhận doanh số
| Bảng xếp hạng (2013)                     | Vị trí cao nhất |
| ---------------------------------------- | --------------- |
| Úc (ARIA)                                | 9               |
| Úc (Urban Singles Chart)                 | 2               |
| Áo (Ö3 Austria Top 40)                   | 36              |
| Bỉ (Ultratop 50 Flanders)                | 9               |
| Bỉ (Ultratop 50 Wallonia)                | 13              |
| Brazil (Billboard Brasil Hot 100)        | 46              |
| Brazil Hot Pop Songs                     | 10              |
| Canada (Canadian Hot 100)                | 3               |
| Cộng hòa Séc (Rádio Top 100)             | 34              |
| Đan Mạch (Tracklisten)                   | 1               |
| Pháp (SNEP)                              | 8               |
| Đức (GfK)                                | 25              |
| Greece Digital Songs (Billboard)         | 9               |
| Hungary (Rádiós Top 40)                  | 11              |
| Ireland (IRMA)                           | 16              |
| Israel (Media Forest)                    | 4               |
| Nhật Bản (Billboard Japan Hot 100)       | 4               |
| Luxembourg Digital Songs (Billboard)     | 8               |
| Hà Lan (Dutch Top 40)                    | 10              |
| New Zealand (Recorded Music NZ)          | 14              |
| Scotland (OCC)                           | 7               |
| Slovakia (Rádio Top 100)                 | 34              |
| Nam Phi (Mediaguide)                     | 1               |
| South Korea Gaon International Chart     | 1               |
| Tây Ban Nha (PROMUSICAE)                 | 17              |
| Thụy Sĩ (Schweizer Hitparade)            | 31              |
| Anh Quốc (OCC)                           | 3               |
| Anh Quốc R&B (OCC)                       | 3               |
| Hoa Kỳ Billboard Hot 100                 | 3               |
| Hoa Kỳ Pop Airplay (Billboard)           | 4               |
| Hoa Kỳ Hot R&B/Hip-Hop Songs (Billboard) | 2               |
| Hoa Kỳ Dance Club Songs (Billboard)      | 22              |
| Hoa Kỳ Adult Pop Airplay (Billboard)     | 8               |

| Quốc gia                                                                           | Chứng nhận  | Số đơn vị/doanh số chứng nhận |
| ---------------------------------------------------------------------------------- | ----------- | ----------------------------- |
| Úc (ARIA)                                                                          | Bạch kim    | 70.000^                       |
| Canada (Music Canada)                                                              | Bạch kim    | 80,000^                       |
| Hoa Kỳ (RIAA)                                                                      | 2× Bạch kim | 2,574,000                     |
| * Chứng nhận dựa theo doanh số tiêu thụ. ^ Chứng nhận dựa theo doanh số nhập hàng. |             |                               |

## Lịch sử phát hành
| Quốc gia         | Ngày                | Định dạng       | Hãng đĩa    |
| ---------------- | ------------------- | --------------- | ----------- |
| Argentina        | 14 tháng 1 năm 2013 | Tải kỹ thuật số | RCA Records |
| Úc               | 14 tháng 1 năm 2013 | Tải kỹ thuật số | RCA Records |
| Áo               | 14 tháng 1 năm 2013 | Tải kỹ thuật số | RCA Records |
| Brazil           | 14 tháng 1 năm 2013 | Tải kỹ thuật số | RCA Records |
| Canada           | 14 tháng 1 năm 2013 | Tải kỹ thuật số | RCA Records |
| Chile            | 14 tháng 1 năm 2013 | Tải kỹ thuật số | RCA Records |
| Cộng hòa Séc     | 14 tháng 1 năm 2013 | Tải kỹ thuật số | RCA Records |
| Đan Mạch         | 14 tháng 1 năm 2013 | Tải kỹ thuật số | RCA Records |
| Ecuador          | 14 tháng 1 năm 2013 | Tải kỹ thuật số | RCA Records |
| Phần Lan         | 14 tháng 1 năm 2013 | Tải kỹ thuật số | RCA Records |
| Đức              | 14 tháng 1 năm 2013 | Tải kỹ thuật số | RCA Records |
| Hungary          | 14 tháng 1 năm 2013 | Tải kỹ thuật số | RCA Records |
| Cộng hòa Ireland | 14 tháng 1 năm 2013 | Tải kỹ thuật số | RCA Records |
| Ý                | 14 tháng 1 năm 2013 | Tải kỹ thuật số | RCA Records |
| Nhật             | 14 tháng 1 năm 2013 | Tải kỹ thuật số | RCA Records |
| Mongolia         | 14 tháng 1 năm 2013 | Tải kỹ thuật số | RCA Records |
| Hà Lan           | 14 tháng 1 năm 2013 | Tải kỹ thuật số | RCA Records |
| New Zealand      | 14 tháng 1 năm 2013 | Tải kỹ thuật số | RCA Records |
| Na Uy            | 14 tháng 1 năm 2013 | Tải kỹ thuật số | RCA Records |
| Ba Lan           | 14 tháng 1 năm 2013 | Tải kỹ thuật số | RCA Records |
| Bồ Đào Nha       | 14 tháng 1 năm 2013 | Tải kỹ thuật số | RCA Records |
| Nga              | 14 tháng 1 năm 2013 | Tải kỹ thuật số | RCA Records |
| Tây Ban Nha      | 14 tháng 1 năm 2013 | Tải kỹ thuật số | RCA Records |
| Thụy Điển        | 14 tháng 1 năm 2013 | Tải kỹ thuật số | RCA Records |
| Thụy Sĩ          | 14 tháng 1 năm 2013 | Tải kỹ thuật số | RCA Records |
| Anh              | 14 tháng 1 năm 2013 | Tải kỹ thuật số | RCA Records |
| Mỹ               | 14 tháng 1 năm 2013 | Tải kỹ thuật số | RCA Records |